# Diporiphora australis
Espèce
Synonymes
- Calotella australis Steindachner, 1867
- Grammatophora macrolepis Günther, 1867
- Grammatophora calotella Günther, 1867
- Diporophora nuchalis De Vis, 1884
- Diporophora ornata De Vis, 1884

Diporiphora australis est une espèce de sauriens de la famille des Agamidae.

## Répartition
Cette espèce se rencontre au Queensland en Australie et en Nouvelle-Guinée.

## Publication originale
- Steindachner, 1867 : Reise der österreichischen Fregatte Novara um die Erde in den Jahren 1857, 1858, 1859 unter den Befehlen des Commodore B. von Wüllerstorf-Urbair (1861) - Zoologischer Theil - Erste Band - Reptilien p. 1-98.